# Палеонтологическая реконструкция

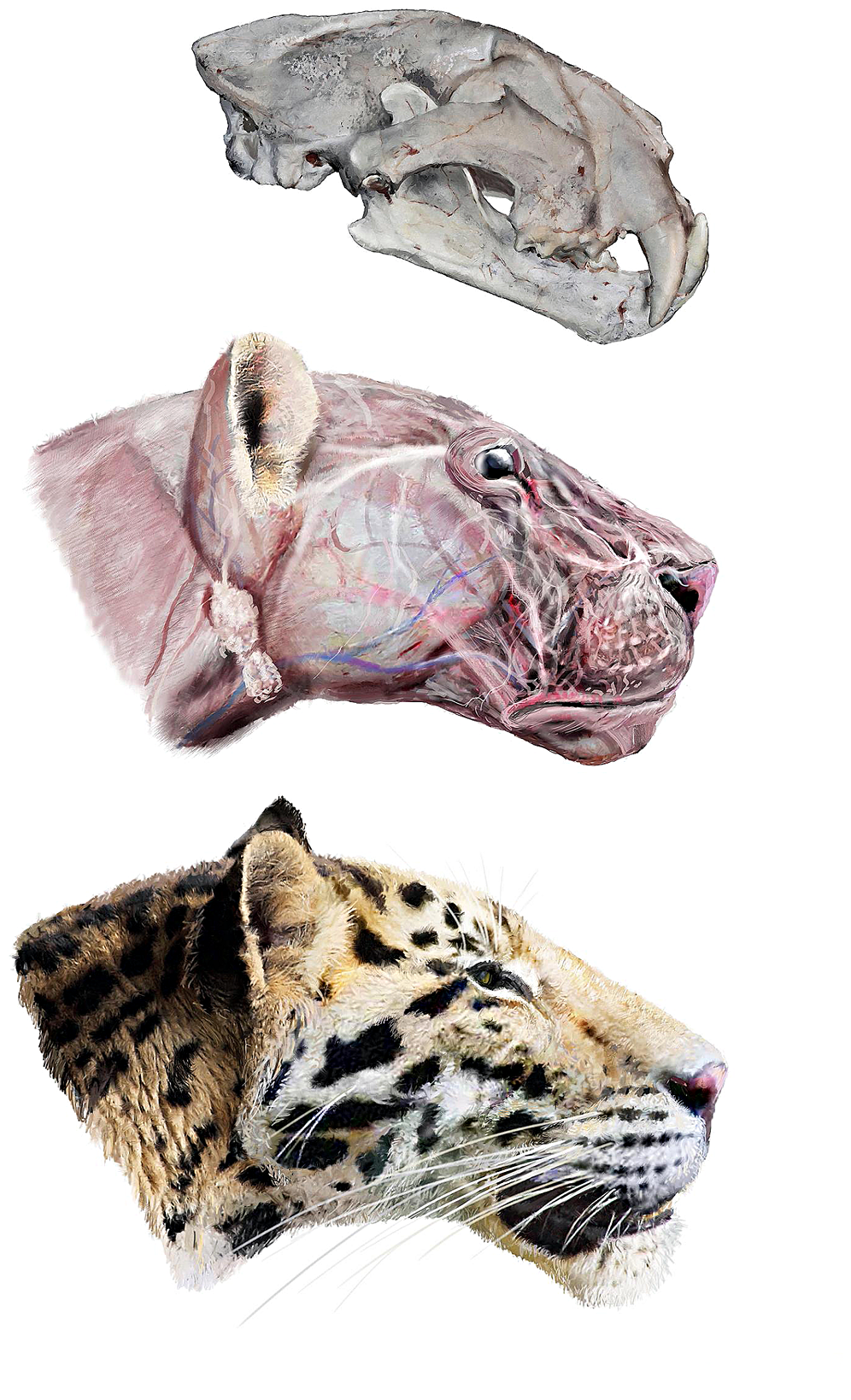
Реконструкция головы Panthera zdanskyi по черепу, Velizar Simeonovski

Палеонтологическая реконструкция (реконструкция вымерших организмов) — попытка воссоздания по найденным ископаемым остаткам (фоссилиям) вымерших животных, растений и других организмов, их внешнего вида, биологических особенностей, способов питания, размножения, окружающей обстановки и т. д., а также восстановления на основе этих сведений хода биологической эволюции, установления филогенетических последовательностей.

## Значение реконструкции
Имеет важное научное, педагогическое и популяризационное значение: изображения реконструированных форм часто используются в преподавании палеонтологической морфологии и систематики и в популярной литературе. Результатом палеонтологической реконструкции, как правило, являются художественные изображения вымерших животных и растений, древних ландшафтов и целых экосистем. Это могут быть также скульптуры или цифровые модели, создаваемые при помощи компьютерного моделирования. Однако палеонтологические реконструкции могут носить и описательный характер и не сопровождаться изображениями.
Различают 2 вида палеонтологических реконструкций:
- Тотальная палеонтологическая реконструкция — воссоздание целых индивидов.
- Частная палеонтологическая реконструкция — воссоздание отдельных органов вымерших организмов, не обязательно передаваемое изображениями.

Кроме того, палеонтологическая реконструкция может быть художественная (картины З. Буриана, Г. Хардера и других), скульптурная, анимационная (документальный фильм «Прогулки с динозаврами», художественный фильм «Парк юрского периода» и другие), робототехническая (создание движущихся моделей-роботов динозавров и других доисторических животных), акустическая (воссоздание голосов динозавров и других доисторических животных).

## Палеоарт
В англоязычных странах применительно к искусству, изображающему палеонтологические объекты, используется термин «paleoart» («палеоарт»).
С 1999 года Общество палеонтологии позвоночных (Society of Vertebrate Paleontology) вручает Палеоарт-премию Джона Дж. Лэнзендорфа (John J. Lanzendorf PaleoArt Prize) за достижения в этой области. Общество называет палеоарт «одним из наиболее важных средств передачи открытий и информации между палеонтологами, и критически важным для популяризации достижений палеонтологии позвоночных среди других дисциплин и широкой аудитории». Общество также проводит ежегодный «Показ палеоарт-постеров» (PaleoArt Poster Exhibit). Постеры, которые оценивает жюри, показывают на открытой выставке во время ежегодного собрания Общества.

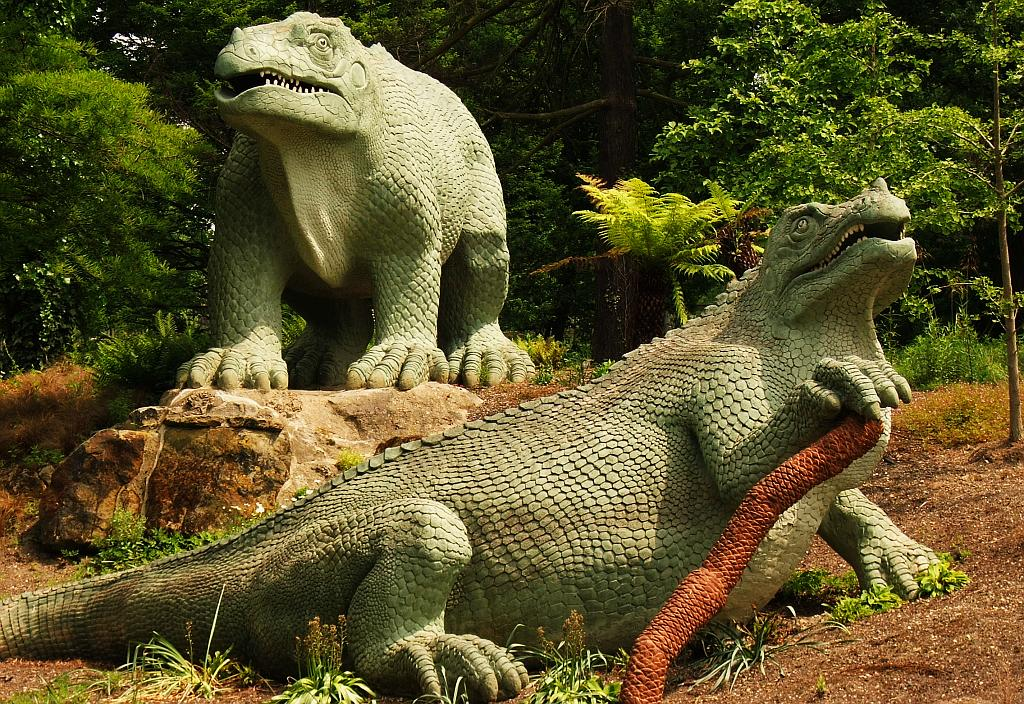
Пара игуанодонов в Crystal Palace Dinosaurs (скульптор Бенджамин Хокинс, 1850-е гг.)

Музей в португальском посёлке Лориньян Museu da Lourinhã организовывает ежегодный Международный конкурс изображений динозавров (International Dinosaur Illustration Contest) для популяризации искусства, изображающего динозавров и других ископаемых.

## Известные палеохудожники

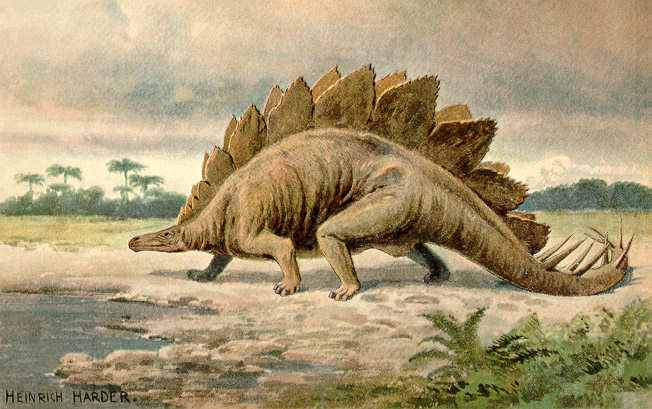
Стегозавр Генриха Хардера, около 1920 г.

- Атучин, Андрей Анатольевич
- Буриан, Зденек
- Найт, Чарльз
- Тамура, Нобумити
- Хардер, Генрих
- Флёров, Константин Константинович
- Хокинс, Бенджамин Уотерхауз
- Джей Маттернз